# Wilhelm von Salpius
Johann Ludwig Wilhelm von Salpius genannt von Oldenburg (* 28. September 1785 in Nauen; † 6. März 1866 in Berlin) war ein preußischer Generalmajor und Kommandant von Danzig.

## Leben
Wilhelm war der Sohn des Superintendenten in Nauen Christian Ludwig Salpius (1738–1834) und dessen Ehefrau Maria Elisabeth, geborene Sadewasser († 1831). 

### Militärkarriere
Salpius immatrikulierte sich am 1. Mai 1804 als Kandidat der Rechte an der Universität Halle. Nach seinem Studium kam er als Privatlehrer in das Haus des Geheimen Staatsrats Peter Alexander von Itzenplitz. Im Vorfeld der Befreiungskriege ging er am 2. April 1813 als einfacher Landwehrmann in das 2. Kurmärkische Landwehr-Infanterie-Regiment der Preußischen Armee. Dort am 30. Mai 1813 zum Sekondeleutnant befördert, kämpfte er bei den Belagerungen von Wittenberg, Wesel, Lille, Condé, Maubeuge sowie bei Großbeeren, Dennewitz, Courtray und Oudenarde. Für sein Verhalten in der Völkerschlacht bei Leipzig wurde ihm das Eiserne Kreuz II. Klasse verliehen.
Am 17. September 1814 wurde Salpius zum Premierleutnant befördert und zur Dienstleistung beim Generalkommando des II. Armee-Korps kommandiert. Daran schloss sich ab dem 14. Januar 1816 eine Verwendung als Adjutant bei der 4. Truppen-Brigade an. Zum 1. April 1816 wurde Saloius als Kapitän und Adjutant in das Generalkommando des I. Armee-Korps versetzt. Nach vier Jahren folgte seine Versetzung in den Großen Generalstab. Dort stieg er am 30. März 1822 mit Patent vom 11. April 1822 zum Major auf. Als solcher kam Saloius am 30. März 1827 in den Generalstab des Gardekorps. Ab dem 15. April 1830 war er zeitgleich auch als Präses der Examinationskommission für die Portepeefähnriche der 2. Garde-Division tätig. Am 16. Juni 1832 wurde Salpius von dieser Stellung entbunden und stieg am 30. März 1834 zum Chef des Generalstabes des Gardekorps auf. In dieser Stellung wurde ihm am 26. November 1834 der Orden der Heiligen Anna II. Klasse verliehen sowie am 21. Februar 1835 in den erblichen preußischen Adelsstand erhoben.
Mit Patent vom 16. April 1837 folgte am 30. März 1837 seine Beförderung zum Oberstleutnant und als solcher wurde er am 30. März 1838 zum Chef eines Kriegstheaters im Großen Generalstab ernannt. Ein Jahr später avancierte Salpius zum Oberst. Er erhielt den Schwert-Orden mit Diamanten am 9. August 1840, wurde dann am 30. März 1844 Kommandant von Danzig und am 2. April 1844 dem Generalstab aggregiert. Am 9. April 1844 bekam er einen dreimonatigen Urlaub mit vollem Gehalt, um seinen Umzug von Berlin nach Danzig zu organisieren. Außerdem wurde Salpius eine Umzugsprämie von 200 Talern gewährt. Am 22. März 1845 wurde er zum Generalmajor befördert. Krankheitsbedingt stellte man ihn am 13. März 1847 unter Verleihung des Roten Adlerorden II. Klasse mit Eichenlaub mit der gesetzlichen Pension zur Disposition.
Nach seinem Abschied erhielt Salpius am 12. März 1855 die Erlaubnis, seinem Namen die Bezeichnung „genannt von Oldenburg“ anzufügen. Er fungierte zudem vom 29. März 1855 bis zum 18. Dezember 1858 als Mitglied der General-Ordens-Kommission. Wilhelm von Salpius starb am 6. März 1866 im Alter von 80 Jahren in Berlin und wurde drei Tage später auf dem Dreifaltigkeitsfriedhof vor dem Potsdamer Tor beigesetzt. Das Grab ging spätestens bei der Einebnung des Friedhofs im Jahr 1922 verloren.
Salpius war ein bekannter Vertreter der Kurzschrift nach Horstig. Er hatte sie als Junge gelernt und ständig beim Nachschreiben von Vorlesungen, bei Führung von Tagebüchern usw. verwendet. Er hat auch das Horstig’sche Alphabet durch Einfügung neuer Zeichen für Vokale und Konsonanten ergänzt und weitere Abkürzungen für Silben und Endsilben gebildet. Durch seine Tätigkeit im Großen Generalstab verbreitete er die Kenntnis dieser Schrift unter den Offizieren des Generalstabs sowie unter den Schülern der Preußischen Kriegsakademie, an der er kriegswissenschaftliche Vorlesungen hielt.

### Familie
Salpius heiratete am 9. Mai 1821 in Königsberg Karoline Marianna Ulrike Kasimira von Oldenburg (1805–1891), Tochter von Leopold Karl Ludwig Friedrich von Oldenburg (1778–1843) und der Frederike Amalie Theophilie von Billerbeck (1782–1853).
- Ludwig Wilhelm Friedrich Hugo Werner (1822–1867), preußischer Major im 6. Pommerschen Infanterie-Regiment Nr. 49
- Botho Ludwig Wilhelm (1823–1874), Oberappellationsrat[3] ⚭ 1858 Mathilde von Schachtmeyer (1833–1897), Tochter von Johann Heinrich von Schachtmeyer
- Wilhelm Karl Otto (1826–1863), Hauptmann im 3. Garde-Grenadier-Regiment
- Ulrich Gerhard Konrad (1828–1867)
- Friedrich Hermann Albrecht (1831–1909), Landgerichtsrat ⚭ 1874 Marianne Loesche (* 1851)
- Mathilde Friederike Ludowice Julie Marie (* 1834)